# Линтон Хол (Вирџинија)
Линтон Хол (енгл. Linton Hall) насељено је место без административног статуса у америчкој савезној држави Вирџинија.

## Демографија
По попису из 2010. године број становника је 35.725, што је 27.105 (314,4%) становника више него 2000. године.
| Група             | 2000.         | 2010.          |
| Белци             | 7.343 (85,2%) | 21.661 (60,6%) |
| Афроамериканци    | 577 (6,7%)    | 4.273 (12,0%)  |
| Азијати           | 228 (2,6%)    | 3.935 (11,0%)  |
| Хиспаноамериканци | 343 (4,0%)    | 4.456 (12,5%)  |
| Укупно            | 8.620         | 35.725         |